# Ace Ventura: When Nature Calls
Ace Ventura: When Nature Calls (titulada Ace Ventura: operación África en España, y Ace Ventura, un loco en África en Hispanoamérica), es una película cómica estadounidense de 1995 dirigida por Steve Oedekerk. Es la segunda parte de la película Ace Ventura (1994), siendo nuevamente protagonizada por Jim Carrey. Cuenta además con las actuaciones de Ian McNeice, Simon Callow, Maynard Eziashi y Sophie Okonedo.

## Argumento
Después de no poder rescatar a un mapache en el Himalaya, Ace Ventura (Jim Carrey) sufre una crisis emocional y se une a un monasterio tibetano. Una vez recuperado de su crisis, Ace es visitado por Fulton Greenwall (Ian McNeice), un corresponsal británico que trabaja para un consulado ubicado en el país africano de Nibia. Dado que la presencia de Ace es perjudicial para el monasterio, los monjes le dan permiso para que resuelva el problema de Fulton.
La misión de Ace consiste en encontrar un murciélago blanco llamado "Shikaka", un animal sagrado que es venerado por la tribu Wachati. El murciélago fue robado poco después de ser ofrecido como dote de la princesa wachati, quien iba a contraer matrimonio con el príncipe de la tribu Wachootoo con el fin de lograr la paz entre ambos clanes. Acompañado de su mono capuchino Spike, Ace viaja a África junto a Fulton para descubrir el paradero del murciélago y evitar un enfrentamiento entre las tribus.
El detective llega a Nibia y tras conocer al cónsul Vincent Cadby (Simon Callow) comienza a investigar el caso y a identificar posibles sospechosos; uno de los problemas que debe enfrentar es su propia fobia a los murciélagos. Ace viaja a la aldea de los Wachati, donde descubre que si el murciélago no aparece, la guerra entre los clanes rivales es inminente. Durante su investigación el detective descarta a algunos de sus sospechosos, como un par de contrabandistas de animales y el dueño de un safari. El detective además deberá lidiar con intentos de asesinato, con la hostilidad de la tribu Wachootoo y con los intentos de seducción de la princesa wachati.
Al no tener suficientes pistas, Ace consulta al abad de su monasterio a través de proyección astral. Con la ayuda del monje, el detective descubre que Vincent Cadby secuestró al murciélago y contrató a Ace para desviar las sospechas. El objetivo de Cadby es que las tribus se enfrenten y perezcan, apropiándose así de las cuevas de murciélagos existentes en sus territorios, las que poseen un guano de gran valor económico. Al revelar sus deducciones a Cadby, el detective es tomado preso por el jefe de policía, pero Ace llama a un elefante que lo ayuda a escapar y convoca a una manada de animales para que destruyan la casa de Cadby. El cónsul intenta matar a Ace, pero es detenido por un golpe de Fulton. Cadby huye en un vehículo junto al murciélago, siendo perseguido por el detective en un camión monstruo. Ace logra detenerlo y destruye su automóvil.
A pesar de su fobia, Ace toma al murciélago y lo regresa a las tribus. Cadby, por su parte, es descubierto por el príncipe wachati Ouda y es perseguido por miembros de las dos tribus, siendo finalmente atrapado y violado por un gorila. Los príncipes de las tribus contraen matrimonio, pero posteriormente se revela que la princesa no era virgen, hecho que es atribuido al detective. En la última escena se muestra a las dos tribus persiguiendo a Ace.

## Reparto
- Jim Carrey como Ace Ventura.
- Ian McNeice como Fulton Greenwall.
- Simon Callow como Vincent Cadby.
- Maynard Eziashi como Ouda.
- Bob Gunton como Burton Quinn.
- Sophie Okonedo como la Princesa Wachati.
- Tommy Davidson como el Pequeño Guerrero.
- Adewale Akinnuoye-Agbaje como Hitu.
- Danny D. Daniels como Médico brujo Wachootoo.
- Sam Motoana Phillips como Líder Wachootoo.
- Damon Standifer como Líder Wachati.
- Andrew Steel como Mick Katie.
- Bruce Spence como Gahjii.
- Tom Grunke como Derrick McCane.
- Arsenio "Sonny" Trinidad como Ashram Monk.

## Recepción
La película, al igual que su predecesora, recibió reseñas mixtas de parte de la crítica, aunque más positivas de parte de la audiencia. En el portal de Internet Rotten Tomatoes la película tiene una aprobación de 31%, basada en 26 reseñas, mientras que de la audiencia tiene un 72%.
En la página Metacritic posee una puntuación de 45 de 100, basada en 17 reseñas, y obtuvo una calificación de 6.8/10 de parte de los usuarios. Las audiencias de CinemaScore le dieron una "B+" en una escala de A+ a F, mientras que en IMDb, los usuarios le han dado una calificación 6.4/10, basado en más de 196 000 votos.